# Bonifácio José Batista
Bonifácio José Batista, primeiro e único barão de Monte Carmelo (Vila do Príncipe, ? de 1827 — São Paulo, 21 de abril de 1897) foi um militar, pecuarista e político brasileiro filiado ao Partido Liberal.

## Biografia
Filho de Antônio Dias Batista e de Maria do Nascimento Teixeira de Azevedo, seus avós paternos foram Tomás Dias Batista e Rita de Oliveira Rosa, de família de grandes escravagistas e exploradores de minas de ouro, além de grandes proprietários de terras. Era sobrinho do célebre capitão Apiaí, Inácio Dias Batista. Seus avós maternos foram Francisco Teixeira de Azevedo e Francisca de Paula Lima, a Senhora do Carambeí, de tradicionais famílias paranaenses, há vários séculos na província.
Seu pai foi morar em Castro e, mais tarde, se transferiu para a Vila do Príncipe (atual Lapa), povoado muito próximo do Registro do Rio Grande (Iguaçu) ou Registro de Curitiba, por onde passavam as tropas vindas do Rio Grande do Sul. Foi na Vila do Príncipe que nasceu Bonifácio. Mais tarde seu pai se transferiu para Ponta Grossa, estabelecendo-se na Fazenda Carambeí, onde cresceu Bonifácio. Tinha na época 23 escravos, e algumas outras terras onde criava animais e gado.
Em agosto de 1838, seu pai foi brutalmente assassinado pelos seus escravos, seu corpo queimado, e achado amarrado a um coqueiro na mesma fazenda. Bonifácio teve, então, a vida marcada pelo triste acontecimento. Seu tio, padre Anacleto Dias Batista, assumiu a educação dos sobrinhos. Bonifácio aprendeu cálculo e gramática, conhecimentos gerais de história e geografia, música, literatura e pintura, além de aprender inglês e francês. No tocante à música, o seu tio Anacleto era excelente organista.
Sua mãe casou novamente, com o cônsul português no Rio Grande do Sul, Fernando Penteado Rosas, e logo depois Bonifácio Jose iniciou a vida como tropeiro, como era comum nos jovens de sua época, viajando para o Rio Grande do Sul.
Bonifácio casou-se com Ana Luísa Novais do Canto e Silva, filha do fazendeiro e deputado Manoel Ignácio do Canto e Silva, bisneta do sargento-mor e tenente-coronel e grande latifundiário dos Campos Gerais, o Senhor da Fazenda Fortaleza, José Felix da Silva Passos, vindo portanto posteriormente a herdar grande quantidade de terras da família de sua esposa. Foi vereador e presidente da câmara municipal de Castro, deputado provincial entre 1858 e 1859. Fez doações para a criação das bibliotecas de Castro e Curitiba, e também colaborou financeiramente com a Revolução Federalista. Foi comandante da Guarda Nacional.
Seu cunhado, Laurindo Abelardo de Brito, foi presidente da Província de São Paulo.
Bonifácio José Baptista foi primo de Roberto Dias Baptista, capitalista e fazendeiro que gastou sua fortuna na fundação da Estrada de Ferro Sorocabana, e de Francisco Dias Baptista, coronel da Guarda Nacional, fazendeiro e grande proprietário de terras da Província de São Paulo e fundador de Águas de  Santa Bárbara, ambos filhos de seu tio Inácio Dias Batista. 
Com a morte de sua sogra em 20 de outubro de 1864, herdou a fazenda Monte Alegre com 63 mil alqueires e mais 4 mil cabeças de gado. A fazenda Monte Alegre localizada na época no município de Tibagi e atualmente parte da área do município de Telêmaco Borba, foi adquirida pela família Klabin na década de 1930. O Barão comprou também em 1866 dos Carmelitas a fazenda de Capão Alto no município de Castro, de 15 mil alqueires e 2 mil cabeças de gado. Com a morte de seu sogro em 1885 aumentou ainda mais sua riqueza.
Foi agraciado com o título de barão em 20 de novembro de 1886.